# ريجينا هيس
ريجينا هيس (بالإنجليزية: Regina Hesse)‏ هي مبشرة غانية، ولدت في 1832 في أكرا في غانا، وتوفيت في 1898.